# Qazvín
Qazvín o Kazvín o Ghazvin (persa: قزوین) es una ciudad de Irán, capital y ciudad más populosa de la homónima provincia de Qazvín. Qazvín fue una antigua capital del Imperio persa y hoy en día se conoce como la capital de la caligrafía iraní. Es famosa por su baklava, los patrones de alfombra, poetas, periódico político y la influencia pahlaví (persa medio) Baghlava en su acento. En el censo de 2011, su población era de 381 598 habitantes.
Está ubicada al norte del país, exactamente a 165 km al noroeste de la capital Teherán y a una altitud de 1800 m s. n. m.

## Historia

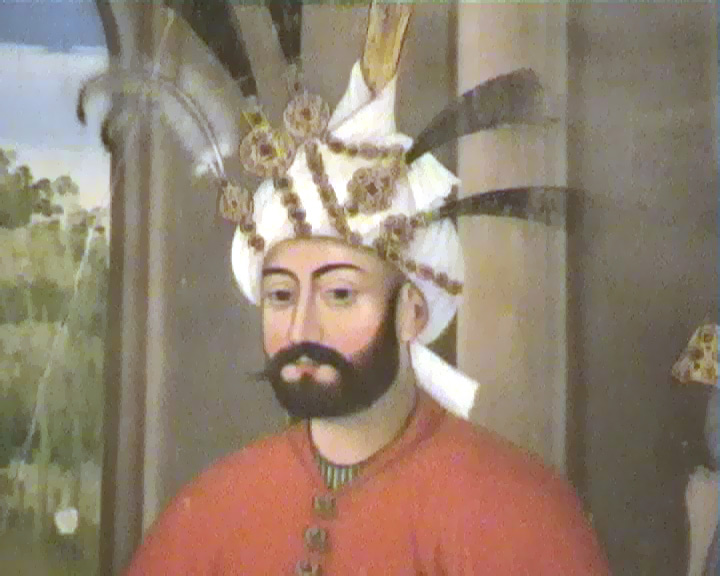
Sah Tahmasp I (1524-1576) hizo Qazvín como la capital del Imperio safaví.

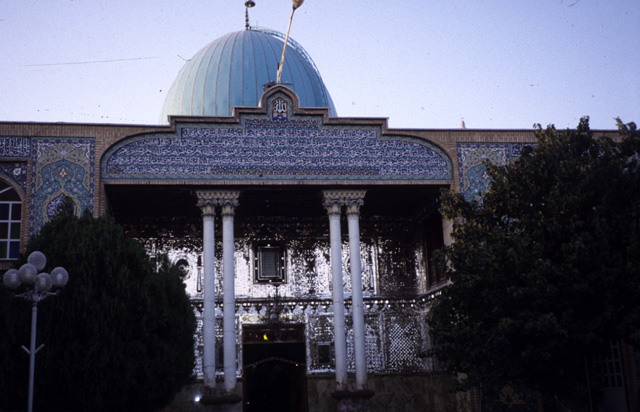
Peighambariyeh, lugar de enterramiento de cuatro santos judíos: Salam, Solum, al-Qiya y Sohuli.

Se trata de una capital de provincia que ha sido un importante centro cultural a lo largo de la historia. La ciudad fue una antigua capital del imperio persa bajo los safávidas.
Los hallazgos arqueológicos en la llanura de Qazvín revelan la existencia de asentamientos agrícolas urbanos durante al menos nueve milenios. Qazvín conecta geográficamente Teherán, Isfahán y el golfo Pérsico hasta la costa del mar Caspio y Asia Menor, en una ubicación estratégica a lo largo de los siglos.
La ciudad se cree que fue fundada por Sapor II, rey de Persia en el año 250 d. C., bajo el nombre Shad Shahpur (shad se puede leer como "feliz"), cuando se construyó una fortificación allí para controlar las tensiones regionales.
Qazvín ha sido algunas veces de vital importancia en momentos principales de la historia de Irán. Fue capturada durante la invasión de los árabes (644 d. C.) y destruida por Hulagu Khan (siglo XIII). Después de la captura otomana de Tabriz, el shah Tahmasp (1524-1576) hizo de Qazvín la capital del Imperio safávida (fundado en 1501), un estatus que Qazvín mantuvo durante medio siglo hasta que el shah Abás I el Grande trasladó la capital a Isfahán.
En 1210 la ciudad fue conquistada y saqueada por fuerzas del reino de Georgia enviadas por Tamar de Georgia, como castigo por la destrucción de la ciudad de Ani, controlada por los georgianos, que habían causado fuerzas musulmanas que dejaron 12 000 cristianos muertos.
En el siglo XIX Qazvín floreció como centro de comercio, por tener la única carretera accesible durante todo el año desde el mar Caspio hasta las montañas, que comenzaba aquí y cuando el tráfico creció en el mar Caspio el volumen comercial también lo hizo. Sus bazares fueron agrandados. A mediados del siglo el movimiento babi tuvo uno de sus centros aquí y la primera matanza de babis se produjo en Qazvín en 1847.
En la segunda mitad del siglo XIX Qazvín fue uno de los centros de la presencia rusa en el norte de Irán. Un destacamento de la Brigada cosaca persa al mando de oficiales rusos estuvo estacionado aquí. A partir de 1893 fue la sede de la empresa rusa de construcción de carreteras en Persia, que conectó Qazvín por carretera con Teherán y Hamadán. La empresa construyó un hospital y la iglesia de San Nicolás.
En 1920 Qazvín se utilizó como base para la Norperforce británica. El golpe de Estado de 1921 en Persia que llevó al surgimiento de la dinastía Pahlaví fue lanzado desde Qazvín.
Se convirtió en un estado en el 2001.
En otoño de 2015 un meteorito cayó en algunas partes de Qazvín.

## Referencias

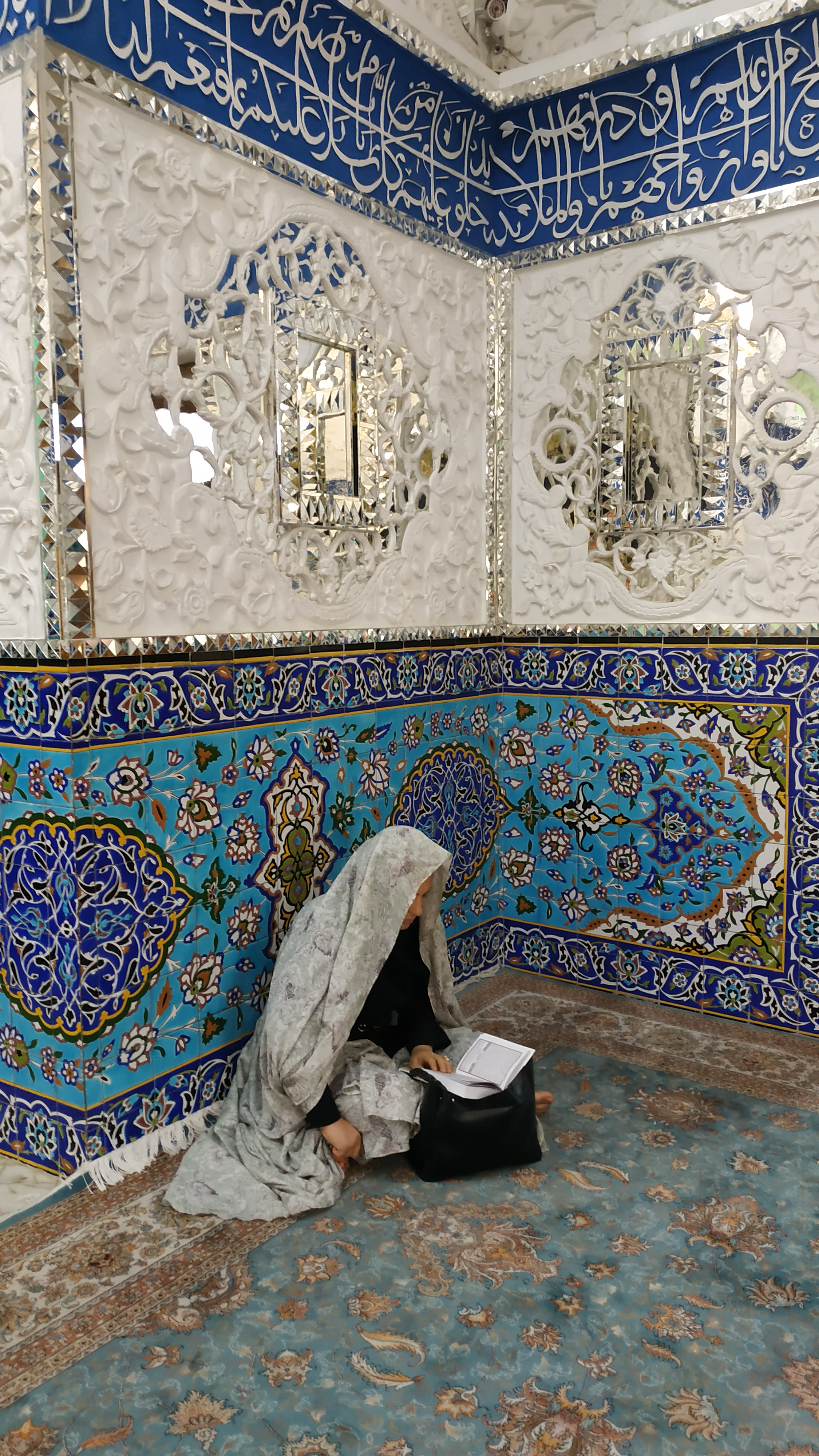
Mujer rezando en una mezquita de Qazvín.

## Clima
| Parámetros climáticos promedio de Qazvin  | Parámetros climáticos promedio de Qazvin | Parámetros climáticos promedio de Qazvin | Parámetros climáticos promedio de Qazvin | Parámetros climáticos promedio de Qazvin | Parámetros climáticos promedio de Qazvin | Parámetros climáticos promedio de Qazvin | Parámetros climáticos promedio de Qazvin | Parámetros climáticos promedio de Qazvin | Parámetros climáticos promedio de Qazvin | Parámetros climáticos promedio de Qazvin | Parámetros climáticos promedio de Qazvin | Parámetros climáticos promedio de Qazvin | Parámetros climáticos promedio de Qazvin |
| Mes                                       | Ene.                                     | Feb.                                     | Mar.                                     | Abr.                                     | May.                                     | Jun.                                     | Jul.                                     | Ago.                                     | Sep.                                     | Oct.                                     | Nov.                                     | Dic.                                     | Anual                                    |
| ----------------------------------------- | ---------------------------------------- | ---------------------------------------- | ---------------------------------------- | ---------------------------------------- | ---------------------------------------- | ---------------------------------------- | ---------------------------------------- | ---------------------------------------- | ---------------------------------------- | ---------------------------------------- | ---------------------------------------- | ---------------------------------------- | ---------------------------------------- |
| Temp. máx. media (°C)                     | 5.1                                      | 7.6                                      | 13.7                                     | 20.0                                     | 25.9                                     | 32.2                                     | 35.6                                     | 34.6                                     | 30.9                                     | 23.1                                     | 15.4                                     | 8.1                                      | 21                                       |
| Temp. mín. media (°C)                     | -4.7                                     | -2.9                                     | 1.7                                      | 6.4                                      | 10.6                                     | 14.6                                     | 17.7                                     | 16.9                                     | 12.9                                     | 7.8                                      | 2.9                                      | -1.9                                     | 6.8                                      |
| Precipitación total (mm)                  | 44.5                                     | 40.8                                     | 52.1                                     | 41.0                                     | 34.5                                     | 5.9                                      | 1.2                                      | 1.9                                      | 0.8                                      | 21.7                                     | 27.8                                     | 44.0                                     | 316.2                                    |
| Días de precipitaciones (≥ 1 mm)          | 10.5                                     | 10.1                                     | 13.3                                     | 13.3                                     | 12.7                                     | 4.5                                      | 2.4                                      | 2.3                                      | 2.0                                      | 7.7                                      | 7.9                                      | 9.7                                      | 96.4                                     |
| Fuente: World Meteorological Organisation |                                          |                                          |                                          |                                          |                                          |                                          |                                          |                                          |                                          |                                          |                                          |                                          |                                          |